# Giải bóng đá U-19 Quốc gia 2009
Giải bóng đá U19 quốc gia Việt Nam 2009 có tên gọi chính thức: Giải bóng đá U19 Quốc gia - Cúp Sơn Kova 2009, là mùa giải thứ tư do VFF tổ chức. Giải đấu này diễn ra theo hai giai đoạn, vòng loại sẽ khởi tranh từ ngày 2/1/2009 và kết thúc vào ngày 5/3/2009 theo hai lượt đi và về. Vòng chung kết sẽ diễn ra từ ngày 12/3 đến ngày 20/3/2009.

## Điều lệ
24 đội bóng được chia đều vào 3 bảng theo khu vực địa lý để thi đấu như sau:
- Bảng A gồm: Xi Măng Hải Phòng, Nam Định, Hà Nội ACB, Hoà Phát Hà Nội, Trung tâm bóng đá Viettel, Than Quảng Ninh, Thanh Hoá, T&T Hà Nội
- Bảng B gồm: Sông Lam Nghệ An, Quân khu 4, SHB Đà Nẵng, Quảng Ngãi, Hoàng Anh Gia lai, Bình Định, Khatoco Khánh Hoà, Đăk Lăk
- Bảng C gồm: Bình Thuận, Thép Miền Nam Cảng Sài Gòn, Tây Ninh, Bình Dương, Đồng Tháp, An Giang, Đồng Tâm Long An, Tiền Giang

Các đội thi đấu vòng tròn hai lượt tính điểm, xếp hạng ở mỗi bảng để chọn 8 đội vào thi đấu ở vòng chung kết, trong số đó có 6 đội xếp thứ nhất và xếp thứ nhì của ba bảng. Hai đội còn lại được lựa chọn trong số ba đội xếp thứ ba của ba bảng có điểm và các chỉ số cao hơn vào thi đấu tại Vòng chung kết.
Sau khi vượt qua vòng loại, 8 đội lọt vào Vòng chung kết sẽ bắt cặp thi đấu theo thể thức loại trực tiếp 2 trận lượt đi và lượt về trên một sân. Sau hai lượt trận, 4 đội thắng cuộc sẽ giành quyền vào thi đấu tại Bán kết theo thể thức loại trực tiếp 1 trận để xác định cặp đấu tranh cúp vô địch tại trận Chung kết.

## Vòng loại

### Kết quả bảng A
| Lượt đi | Lượt đi   | Lượt đi          | Lượt đi | Trận                  | Trận | Trận                  | Lượt về | Lượt về         | Lượt về   | Lượt về |
| ------- | --------- | ---------------- | ------- | --------------------- | ---- | --------------------- | ------- | --------------- | --------- | ------- |
| Vòng    | Ngày      | Sân              | Tỷ số   | Đội 1                 | -    | Đội 2                 | Tỷ số   | Sân             | Ngày      | Vòng    |
| Vòng 1  | 2/1/2009  | Sân Cẩm Phả      | 0-2     | U19 Hà Nội ACB        | -    | U19 Xi Măng Hải Phòng | 0-3     | Sân Thủy Nguyên | 10/1/2009 | Vòng 4  |
| Vòng 1  | 2/1/2009  | Sân Cẩm Phả      | 1-0     | U19 Than Quảng Ninh   | -    | U19 T&T Hà Nội        | 1-0     | Sân Thủy Nguyên | 10/1/2009 | Vòng 4  |
| Vòng 1  | 2/1/2009  | Sân Thanh Hóa    | 0-2     | U19 Thanh Hóa         | -    | U19 Hòa Phát Hà Nội   | 1-0     | Sân Thủy Nguyên | 10/1/2009 | Vòng 4  |
| Vòng 1  | 2/1/2009  | Sân Thanh Hóa    | 3-0     | U19 Nam Định          | -    | U19 Trung tâm Viettel | 1-2     | Sân Thủy Nguyên | 10/1/2009 | Vòng 4  |
| Vòng 2  | 4/1/2009  | Sân Cẩm Phả      | 3-4     | U19 Hà Nội ACB        | -    | U19 T&T Hà Nội        | 2-0     | Sân Thủy Nguyên | 12/1/2009 | Vòng 5  |
| Vòng 2  | 4/1/2009  | Sân Cẩm Phả      | 2-0     | U19 Than Quảng Ninh   | -    | U19 Xi Măng Hải Phòng | 2-1     | Sân Thủy Nguyên | 12/1/2009 | Vòng 5  |
| Vòng 2  | 4/1/2009  | Sân Thanh Hóa    | 1-0     | U19 Hòa Phát Hà Nội   | -    | U19 Nam Định          | 0-0     | Sân Quân đoàn 2 | 12/1/2009 | Vòng 5  |
| Vòng 2  | 4/1/2009  | Sân Thanh Hóa    | 1-3     | U19 Thanh Hóa         | -    | U19 Trung tâm Viettel | 1-1     | Sân Quân đoàn 2 | 12/1/2009 | Vòng 5  |
| Vòng 3  | 6/1/2009  | Sân Cẩm Phả      | 1-0     | U19 T&T Hà Nội        | -    | U19 Xi Măng Hải Phòng | 0-1     | Sân Thủy Nguyên | 14/1/2009 | Vòng 6  |
| Vòng 3  | 6/1/2009  | Sân Cẩm Phả      | 3-0     | U19 Than Quảng Ninh   | -    | U19 Hà Nội ACB        | 1-6     | Sân Thủy Nguyên | 14/1/2009 | Vòng 6  |
| Vòng 3  | 6/1/2009  | Sân Thanh Hóa    | 0-2     | U19 Hòa Phát Hà Nội   | -    | U19 Trung tâm Viettel | 1-0     | Sân Quân đoàn 2 | 14/1/2009 | Vòng 6  |
| Vòng 3  | 6/1/2009  | Sân Thanh Hóa    | 0-0     | U19 Thanh Hóa         | -    | U19 Nam Định          | 3-3     | Sân Quân đoàn 2 | 14/1/2009 | Vòng 6  |
| Vòng 8  | 12/2/2009 | Trung tâm Hà Nội | 2-0     | U19 Xi Măng Hải Phòng | -    | U19 Hòa Phát Hà Nội   | 1-1     | Sân Bắc Ninh    | 26/2/2009 | Vòng 12 |
| Vòng 8  | 12/2/2009 | Trung tâm Hà Nội | 1-0     | U19 Hà Nội ACB        | -    | U19 Thanh Hóa         | 1-1     | Sân Bắc Ninh    | 26/2/2009 | Vòng 12 |
| Vòng 8  | 12/2/2009 | Trung tâm Hà Nội | 1-2     | U19 Than Quảng Ninh   | -    | U19 Nam Định          | 1-0     | Sân Nam Định    | 26/2/2009 | Vòng 12 |
| Vòng 8  | 12/2/2009 | Trung tâm Hà Nội | 0-2     | U19 T&T Hà Nội        | -    | U19 Trung tâm Viettel | 0-2     | Sân Nam Định    | 26/2/2009 | Vòng 12 |
| Vòng 9  | 16/2/2009 | Trung tâm Hà Nội | 0-6     | U19 Xi Măng Hải Phòng | -    | U19 Nam Định          | 2-3     | Sân Nam Định    | 2/3/2009  | Vòng 13 |
| Vòng 9  | 16/2/2009 | Trung tâm Hà Nội | 1-4     | U19 Hà Nội ACB        | -    | U19 Trung tâm Viettel | 2-3     | Sân Nam Định    | 2/3/2009  | Vòng 13 |
| Vòng 9  | 16/2/2009 | Trung tâm Hà Nội | 0-0     | U19 Than Quảng Ninh   | -    | U19 Hòa Phát Hà Nội   | 0-1     | Sân Bắc Ninh    | 2/3/2009  | Vòng 13 |
| Vòng 9  | 16/2/2009 | Trung tâm Hà Nội | 4-0     | U19 T&T Hà Nội        | -    | U19 Thanh Hóa         | 1-1     | Sân Bắc Ninh    | 2/3/2009  | Vòng 13 |
| Vòng 10 | 19/2/2009 | Trung tâm Hà Nội | 0-0     | U19 Xi Măng Hải Phòng | -    | U19 Trung tâm Viettel | 1-6     | Sân Nam Định    | 5/3/2009  | Vòng 14 |
| Vòng 10 | 19/2/2009 | Trung tâm Hà Nội | 2-2     | U19 Hà Nội ACB        | -    | U19 Nam Định          | 0-2     | Sân Nam Định    | 5/3/2009  | Vòng 14 |
| Vòng 10 | 19/2/2009 | Trung tâm Hà Nội | 4-0     | U19 Than Quảng Ninh   | -    | U19 Thanh Hóa         | 1-2     | Sân Bắc Ninh    | 5/3/2009  | Vòng 14 |
| Vòng 10 | 19/2/2009 | Trung tâm Hà Nội | 1-0     | U19 T&T Hà Nội        | -    | U19 Hòa Phát Hà Nội   | 1-1     | Sân Bắc Ninh    | 5/3/2009  | Vòng 14 |
| Vòng 7  | 9/2/2009  | Trung tâm Hà Nội | 1-2     | U19 Xi Măng Hải Phòng | -    | U19 Thanh Hóa         | 1-1     | Sân Bắc Ninh    | 23/2/2009 | Vòng 11 |
| Vòng 7  | 9/2/2009  | Trung tâm Hà Nội | 1-0     | U19 Hà Nội ACB        | -    | U19 Hòa Phát Hà Nội   | 2-2     | Sân Bắc Ninh    | 23/2/2009 | Vòng 11 |
| Vòng 7  | 9/2/2009  | Trung tâm Hà Nội | 0-2     | U19 Than Quảng Ninh   | -    | U19 Trung tâm Viettel | 1-1     | Sân Nam Định    | 23/2/2009 | Vòng 11 |
| Vòng 7  | 9/2/2009  | Trung tâm Hà Nội | 0-1     | U19 T&T Hà Nội        | -    | U19 Nam Định          | 1-1     | Sân Nam Định    | 23/2/2009 | Vòng 11 |

### Kết quả bảng B
| Lượt đi | Lượt đi   | Lượt đi        | Lượt đi | Trận                  | Trận | Trận                  | Lượt về | Lượt về       | Lượt về   | Lượt về |
| ------- | --------- | -------------- | ------- | --------------------- | ---- | --------------------- | ------- | ------------- | --------- | ------- |
| Vòng    | Ngày      | Sân            | Tỷ số   | Đội 1                 | -    | Đội 2                 | Tỷ số   | Sân           | Ngày      | Vòng    |
| Vòng 1  | 2/1/2009  | Sân Quảng Trị  | 0-0     | U19 Quảng Ngãi        | -    | U19 Sông Lam Nghệ An  | 2-0     | Sân Vinh      | 10/1/2009 | Vòng 4  |
| Vòng 1  | 2/1/2009  | Sân Quảng Trị  | 1-2     | U19 Quân khu 4        | -    | U19 SHB Đà Nẵng       | 1-1     | Sân Vinh      | 10/1/2009 | Vòng 4  |
| Vòng 1  | 2/1/2009  | Sân Đắk Lắk    | 2-0     | U19 Hoàng Anh Gia Lai | -    | U19 Khatoco Khánh Hòa | 2-0     | Sân Nha Trang | 10/1/2009 | Vòng 4  |
| Vòng 1  | 2/1/2009  | Sân Đắk Lắk    | 1-0     | U19 Đắk Lắk           | -    | U19 Bình Định         | 1-0     | Sân Nha Trang | 10/1/2009 | Vòng 4  |
| Vòng 2  | 4/1/2009  | Sân Quảng Trị  | 0-2     | U19 Quảng Ngãi        | -    | U19 SHB Đà Nẵng       | 0-0     | Sân Vinh      | 12/1/2009 | Vòng 5  |
| Vòng 2  | 4/1/2009  | Sân Quảng Trị  | 0-4     | U19 Quân khu 4        | -    | U19 Sông Lam Nghệ An  | 0-3     | Sân Vinh      | 12/1/2009 | Vòng 5  |
| Vòng 2  | 4/1/2009  | Sân Đắk Lắk    | 1-5     | U19 Bình Định         | -    | U19 Hoàng Anh Gia Lai | 0-3     | Sân Nha Trang | 12/1/2009 | Vòng 5  |
| Vòng 2  | 4/1/2009  | Sân Đắk Lắk    | 2-1     | U19 Đắk Lắk           | -    | U19 Khatoco Khánh Hòa | 2-3     | Sân Nha Trang | 12/1/2009 | Vòng 5  |
| Vòng 3  | 6/1/2009  | Sân Quảng Trị  | 1-2     | U19 SHB Đà Nẵng       | -    | U19 Sông Lam Nghệ An  | 1-0     | Sân Vinh      | 14/1/2009 | Vòng 6  |
| Vòng 3  | 6/1/2009  | Sân Quảng Trị  | 3-1     | U19 Quân khu 4        | -    | U19 Quảng Ngãi        | 1-2     | Sân Vinh      | 14/1/2009 | Vòng 6  |
| Vòng 3  | 6/1/2009  | Sân Đắk Lắk    | 1-1     | U19 Bình Định         | -    | U19 Khatoco Khánh Hòa | 0-1     | Sân Nha Trang | 14/1/2009 | Vòng 6  |
| Vòng 3  | 6/1/2009  | Sân Đắk Lắk    | 0-0     | U19 Đắk Lắk           | -    | U19 Hoàng Anh Gia Lai | 1-2     | Sân Nha Trang | 14/1/2009 | Vòng 6  |
| Vòng 8  | 12/2/2009 | Sân Quảng Ngãi | 3-2     | U19 Sông Lam Nghệ An  | -    | U19 Bình Định         | 1-2     | Sân Quy Nhơn  | 26/2/2009 | Vòng 12 |
| Vòng 8  | 12/2/2009 | Sân Quảng Ngãi | 0-2     | U19 Quảng Ngãi        | -    | U19 Đắk Lắk           | 1-2     | Sân Quy Nhơn  | 26/2/2009 | Vòng 12 |
| Vòng 8  | 12/2/2009 | Sân Chi Lăng   | 0-5     | U19 Quân khu 4        | -    | U19 Hoàng Anh Gia Lai | 0-1     | Sân Pleiku    | 26/2/2009 | Vòng 12 |
| Vòng 8  | 12/2/2009 | Sân Chi Lăng   | 0-1     | U19 SHB Đà Nẵng       | -    | U19 Khatoco Khánh Hòa | 2-3     | Sân Pleiku    | 26/2/2009 | Vòng 12 |
| Vòng 9  | 12/1/2009 | Sân Quảng Ngãi | 0-3     | U19 Sông Lam Nghệ An  | -    | U19 Hoàng Anh Gia Lai | 0-3     | Sân Pleiku    | 2/3/2009  | Vòng 13 |
| Vòng 9  | 12/1/2009 | Sân Quảng Ngãi | 0-2     | U19 Quảng Ngãi        | -    | U19 Khatoco Khánh Hòa | 1-2     | Sân Pleiku    | 2/3/2009  | Vòng 13 |
| Vòng 9  | 12/1/2009 | Sân Chi Lăng   | 3-2     | U19 Quân khu 4        | -    | U19 Bình Định         | 0-1     | Sân Quy Nhơn  | 2/3/2009  | Vòng 13 |
| Vòng 9  | 12/1/2009 | Sân Chi Lăng   | 1-1     | U19 SHB Đà Nẵng       | -    | U19 Đắk Lắk           | 1-3     | Sân Quy Nhơn  | 2/3/2009  | Vòng 13 |
| Vòng 10 | 14/1/2009 | Sân Quảng Ngãi | 0-0     | U19 Sông Lam Nghệ An  | -    | U19 Khatoco Khánh Hòa | 3-0     | Sân Pleiku    | 5/3/2009  | Vòng 14 |
| Vòng 10 | 14/1/2009 | Sân Quảng Ngãi | 0-2     | U19 Quảng Ngãi        | -    | U19 Hoàng Anh Gia Lai | 1-4     | Sân Pleiku    | 5/3/2009  | Vòng 14 |
| Vòng 10 | 14/1/2009 | Sân Chi Lăng   | 1-0     | U19 Quân khu 4        | -    | U19 Đắk Lắk           | 0-1     | Sân Quy Nhơn  | 5/3/2009  | Vòng 14 |
| Vòng 10 | 14/1/2009 | Sân Chi Lăng   | 1-0     | U19 SHB Đà Nẵng       | -    | U19 Bình Định         | 2-0     | Sân Quy Nhơn  | 5/3/2009  | Vòng 14 |
| Vòng 7  | 9/2/2009  | Sân Quảng Ngãi | 2-0     | U19 Sông Lam Nghệ An  | -    | U19 Đắk Lắk           | 2-1     | Sân Quy Nhơn  | 24/2/2009 | Vòng 11 |
| Vòng 7  | 9/2/2009  | Sân Quảng Ngãi | 0-0     | U19 Quảng Ngãi        | -    | U19 Bình Định         | 0-1     | Sân Quy Nhơn  | 24/2/2009 | Vòng 11 |
| Vòng 7  | 9/2/2009  | Sân Chi Lăng   | 0-0     | U19 Quân khu 4        | -    | U19 Khatoco Khánh Hòa | 0-0     | Sân Pleiku    | 24/2/2009 | Vòng 11 |
| Vòng 7  | 9/2/2009  | Sân Chi Lăng   | 1-5     | U19 SHB Đà Nẵng       | -    | U19 Hoàng Anh Gia Lai | 0-1     | Sân Pleiku    | 24/2/2009 | Vòng 11 |

### Kết quả bảng C
| Lượt đi | Lượt đi   | Lượt đi        | Lượt đi | Trận                      | Trận | Trận                      | Lượt về | Lượt về        | Lượt về   | Lượt về |
| ------- | --------- | -------------- | ------- | ------------------------- | ---- | ------------------------- | ------- | -------------- | --------- | ------- |
| Vòng    | Ngày      | Sân            | Tỷ số   | Đội 1                     | -    | Đội 2                     | Tỷ số   | Sân            | Ngày      | Vòng    |
| Vòng 1  | 2/1/2009  | Sân Phan Thiết | 1-3     | U19 Tây Ninh              | -    | U19 Thành phố Hồ Chí Minh | 1-1     | Sân Thống Nhất | 10/1/2009 | Vòng 4  |
| Vòng 1  | 2/1/2009  | Sân Phan Thiết | 2-0     | U19 Bình Thuận            | -    | U19 Becamex Bình Dương    | 1-2     | Sân Thống Nhất | 10/1/2009 | Vòng 4  |
| Vòng 1  | 2/1/2009  | Sân An Giang   | 1-1     | U19 Tiền Giang            | -    | U19 Đồng Tháp             | 2-3     | Sân Đồng Tháp  | 10/1/2009 | Vòng 4  |
| Vòng 1  | 2/1/2009  | Sân An Giang   | 0-1     | U19 An Giang              | -    | U19 Đồng Tâm Long An      | 1-0     | Sân Đồng Tháp  | 10/1/2009 | Vòng 4  |
| Vòng 2  | 4/1/2009  | Sân Phan Thiết | 0-2     | U19 Tây Ninh              | -    | U19 Becamex Bình Dương    | 0-5     | Sân Thống Nhất | 12/1/2009 | Vòng 5  |
| Vòng 2  | 4/1/2009  | Sân Phan Thiết | 1-0     | U19 Bình Thuận            | -    | U19 Thành phố Hồ Chí Minh | 1-2     | Sân Thống Nhất | 12/1/2009 | Vòng 5  |
| Vòng 2  | 4/1/2009  | Sân An Giang   | 1-0     | U19 Đồng Tâm Long An      | -    | U19 Tiền Giang            | 0-1     | Sân Đồng Tháp  | 12/1/2009 | Vòng 5  |
| Vòng 2  | 4/1/2009  | Sân An Giang   | 2-3     | U19 An Giang              | -    | U19 Đồng Tháp             | 0-1     | Sân Đồng Tháp  | 12/1/2009 | Vòng 5  |
| Vòng 3  | 6/1/2009  | Sân Phan Thiết | 0-0     | U19 Becamex Bình Dương    | -    | U19 Thành phố Hồ Chí Minh | 1-0     | Sân Thống Nhất | 14/1/2009 | Vòng 6  |
| Vòng 3  | 6/1/2009  | Sân Phan Thiết | 2-0     | U19 Bình Thuận            | -    | U19 Tây Ninh              | 3-2     | Sân Thống Nhất | 14/1/2009 | Vòng 6  |
| Vòng 3  | 6/1/2009  | Sân An Giang   | 1-0     | U19 Đồng Tâm Long An      | -    | U19 Đồng Tháp             | 2-0     | Sân Đồng Tháp  | 14/1/2009 | Vòng 6  |
| Vòng 3  | 6/1/2009  | Sân An Giang   | 2-3     | U19 An Giang              | -    | U19 Tiền Giang            | 0-3     | Sân Đồng Tháp  | 14/1/2009 | Vòng 6  |
| Vòng 8  | 12/2/2009 | Sân Tây Ninh   | 1-0     | U19 Thành phố Hồ Chí Minh | -    | U19 Đồng Tâm Long An      | 1-2     | Sân Long An    | 26/2/2009 | Vòng 12 |
| Vòng 8  | 12/2/2009 | Sân Tây Ninh   | 0-4     | U19 Tây Ninh              | -    | U19 An Giang              | 2-2     | Sân Long An    | 26/2/2009 | Vòng 12 |
| Vòng 8  | 12/2/2009 | Sân Gò Đậu     | 0-0     | U19 Bình Thuận            | -    | U19 Tiền Giang            | 1-4     | Sân Tiền Giang | 26/2/2009 | Vòng 12 |
| Vòng 8  | 12/2/2009 | Sân Gò Đậu     | 0-1     | U19 Becamex Bình Dương    | -    | U19 Đồng Tháp             | 2-1     | Sân Tiền Giang | 26/2/2009 | Vòng 12 |
| Vòng 9  | 16/2/2009 | Sân Tây Ninh   | 1-1     | U19 Thành phố Hồ Chí Minh | -    | U19 Tiền Giang            | 1-0     | Sân Tiền Giang | 2/3/2009  | Vòng 13 |
| Vòng 9  | 16/2/2009 | Sân Tây Ninh   | 2-2     | U19 Tây Ninh              | -    | U19 Đồng Tháp             | 0-6     | Sân Tiền Giang | 2/3/2009  | Vòng 13 |
| Vòng 9  | 16/2/2009 | Sân Gò Đậu     | 2-1     | U19 Bình Thuận            | -    | U19 Đồng Tâm Long An      | 1-0     | Sân Long An    | 2/3/2009  | Vòng 13 |
| Vòng 9  | 16/2/2009 | Sân Gò Đậu     | 3-1     | U19 Becamex Bình Dương    | -    | U19 An Giang              | 3-0     | Sân Long An    | 2/3/2009  | Vòng 13 |
| Vòng 10 | 19/2/2009 | Sân Tây Ninh   | 2-2     | U19 Thành phố Hồ Chí Minh | -    | U19 Đồng Tháp             | 2-1     | Sân Tiền Giang | 5/3/2009  | Vòng 14 |
| Vòng 10 | 19/2/2009 | Sân Tây Ninh   | 0-1     | U19 Tây Ninh              | -    | U19 Tiền Giang            | 0-4     | Sân Tiền Giang | 5/3/2009  | Vòng 14 |
| Vòng 10 | 19/2/2009 | Sân Gò Đậu     | 3-1     | U19 Bình Thuận            | -    | U19 An Giang              | 3-3     | Sân Long An    | 5/3/2009  | Vòng 14 |
| Vòng 10 | 19/2/2009 | Sân Gò Đậu     | 1-0     | U19 Becamex Bình Dương    | -    | U19 Đồng Tâm Long An      | 0-3     | Sân Long An    | 5/3/2009  | Vòng 14 |
| Vòng 7  | 9/2/2009  | Sân Tây Ninh   | 2-2     | U19 Thành phố Hồ Chí Minh | -    | U19 An Giang              | 0-0     | Sân Long An    | 23/2/2009 | Vòng 11 |
| Vòng 7  | 9/2/2009  | Sân Tây Ninh   | 1-2     | U19 Tây Ninh              | -    | U19 Đồng Tâm Long An      | 0-0     | Sân Long An    | 23/2/2009 | Vòng 11 |
| Vòng 7  | 9/2/2009  | Sân Gò Đậu     | 1-0     | U19 Bình Thuận            | -    | U19 Đồng Tháp             | 3-1     | Sân Tiền Giang | 23/2/2009 | Vòng 11 |
| Vòng 7  | 9/2/2009  | Sân Gò Đậu     | 1-2     | U19 Becamex Bình Dương    | -    | U19 Tiền Giang            | 2-0     | Sân Tiền Giang | 23/2/2009 | Vòng 11 |

### Bảng xếp hạng
Bảng A
| Thư tự | Đội                  | Trận | Thắng | Hòa | Thua | Hiệu số | Điểm | Kết quả                  |
| 1      | U19 Thể Công Viettel | 14   | 9     | 3   | 2    | 28-12   | 30   | Tham dự vòng chung kết   |
| 2      | U19 Than Quảng Ninh  | 14   | 8     | 2   | 4    | 23-10   | 26   | Tham dự vòng chung kết   |
| 3      | U19 Nam Định         | 14   | 6     | 5   | 3    | 24-13   | 23   | Xét tuyển vòng chung kết |
| 4      | U19 Hòa Phát Hà Nội  | 14   | 4     | 5   | 5    | 10-11   | 17   |                          |
| 5      | U19 T&T Hà Nội       | 14   | 4     | 3   | 7    | 13-16   | 15   |                          |
| 6      | U19 Thanh Hóa        | 14   | 3     | 6   | 5    | 13-24   | 15   |                          |
| 7      | U19 Hải Phòng        | 14   | 4     | 3   | 7    | 15-24   | 15   |                          |
| 8      | U19 Hà Nội ACB       | 14   | 3     | 3   | 8    | 16-32   | 12   |                          |

Bảng B
| Thư tự | Đội                   | Trận | Thắng | Hòa | Thua | Hiệu số | Điểm | Kết quả                  |
| 1      | U19 Hoàng Anh Gia Lai | 14   | 13    | 1   | 0    | 37-4    | 40   | Tham dự vòng chung kết   |
| 2      | U19 Sông Lam Nghệ An  | 14   | 7     | 2   | 5    | 20-14   | 23   | Tham dự vòng chung kết   |
| 3      | U19 Đắk Lắk           | 14   | 7     | 2   | 5    | 17-14   | 23   | Xét tuyển vòng chung kết |
| 4      | U19 Khatoco Khánh Hòa | 14   | 6     | 4   | 4    | 14-15   | 22   |                          |
| 5      | U19 SHB Đà Nẵng       | 14   | 5     | 3   | 6    | 15-18   | 18   |                          |
| 6      | U19 Quân khu 4        | 14   | 3     | 3   | 8    | 10-23   | 12   |                          |
| 7      | U19 Bình Định         | 14   | 3     | 2   | 9    | 10-22   | 11   |                          |
| 8      | U19 Quảng Ngãi        | 14   | 2     | 3   | 9    | 8-21    | 9    |                          |

Bảng C
| Thư tự | Đội                       | Trận | Thắng | Hòa | Thua | Hiệu số | Điểm | Kết quả                  |
| 1      | U19 Bình Thuận            | 14   | 9     | 2   | 3    | 24-16   | 29   | Tham dự vòng chung kết   |
| 2      | U19 Becamex Bình Dương    | 14   | 9     | 1   | 4    | 22-11   | 28   | Tham dự vòng chung kết   |
| 3      | U19 Tiền Giang            | 14   | 7     | 3   | 4    | 22-13   | 24   | Xét tuyển vòng chung kết |
| 4      | U19 Đồng Tâm Long An      | 14   | 7     | 1   | 6    | 13-9    | 22   |                          |
| 5      | U19 Thành phố Hồ Chí Minh | 14   | 5     | 6   | 3    | 16-13   | 21   |                          |
| 6      | U19 TĐCS Đồng Tháp        | 14   | 5     | 3   | 6    | 22-20   | 18   |                          |
| 7      | U19 An Giang              | 14   | 2     | 4   | 8    | 18-27   | 10   |                          |
| 8      | U19 Tây Ninh              | 14   | 0     | 4   | 10   | 9-37    | 4    |                          |

Xét tuyển vào vòng chung kết
| Thư tự | Đội            | Trận | Thắng | Hòa | Thua | Hiệu số | Điểm | Kết quả                     |
| 1      | U19 Tiền Giang | 14   | 7     | 3   | 4    | 22-13   | 24   | Vị trí vào vòng chung kết   |
| 2      | U19 Nam Định   | 14   | 6     | 5   | 3    | 24-13   | 23   | Tham dự vòng chung kết      |
| 3      | U19 Đắk Lắk    | 14   | 7     | 2   | 5    | 17-14   | 23   | Bị loại khỏi vòng chung kết |

## Vòng chung kết
Tất cả các trận đấu đều diễn ra trên Sân vận động Pleiku ở tỉnh Gia Lai. Đội in đậm giành quyền vào vòng bán kết.
| Ngày      | Giờ   | Mã trận | Trận đấu                                     | Tỷ số | Lượt đấu |
| --------- | ----- | ------- | -------------------------------------------- | ----- | -------- |
| 12/3/2009 | 15h00 | IV      | U19 Hoàng Anh Gia Lai - U19 Nam Định         | 3-0   | Lượt đi  |
| 12/3/2009 | 17h00 | III     | U19 Bình Thuận- U19 Than Quảng Ninh          | 2-3   | Lượt đi  |
| 13/3/2009 | 15h00 | II      | U19 Becamex Bình Dương- U19 Sông Lam Nghệ An | 1-1   | Lượt đi  |
| 13/3/2009 | 17h00 | I       | U19 Trung tâm Viettel- U19 Tiền Giang        | 1-0   | Lượt đi  |
| 14/3/2009 | 15h00 | IV      | U19 Hoàng Anh Gia Lai - U19 Nam Định         | 2-1   | Lượt về  |
| 14/3/2009 | 17h30 | III     | U19 Bình Thuận- U19 Than Quảng Ninh          | 3-1   | Lượt về  |
| 15/3/2009 | 15h00 | II      | U19 Becamex Bình Dương- U19 Sông Lam Nghệ An | 2-1   | Lượt về  |
| 15/3/2009 | 17h30 | I       | U19 Trung tâm Viettel- U19 Tiền Giang        | 2-0   | Lượt về  |

## Vòng bán kết
|  | v |  |
|  | - |  |
|  |   |  |

|  |   | Luân lưu 11m |
|  | ' |              |

|  | v |  |
|  | - |  |
|  |   |  |

|  |   | Luân lưu 11m |
|  | ' |              |

## Trận chung kết
|  | v |  |
|  | - |  |
|  |   |  |

|  |       | Luân lưu 11m |
|  | 4 - 3 |              |

## Tổng kết mùa giải
- Đội vô địch: U19 Trung tâm bóng đá Viettel
- Đội thứ nhì: U19 Hoàng Anh Gia Lai
- Đội đoạt giải phong cách: U19 Bình Thuận
- Cầu thủ xuất sắc nhất: Lê Duy Thanh (7-Hoàng Anh Gia Lai)
- Thủ môn xuất sắc nhất: Trần Anh Đức (1-Trung tâm bóng đá Viettel)
- Cầu thủ ghi nhiều bàn thắng nhất: Phạm Thanh Tấn (10 – Hoàng Anh Gia Lai) – 5 bàn